# Algérie (1932)

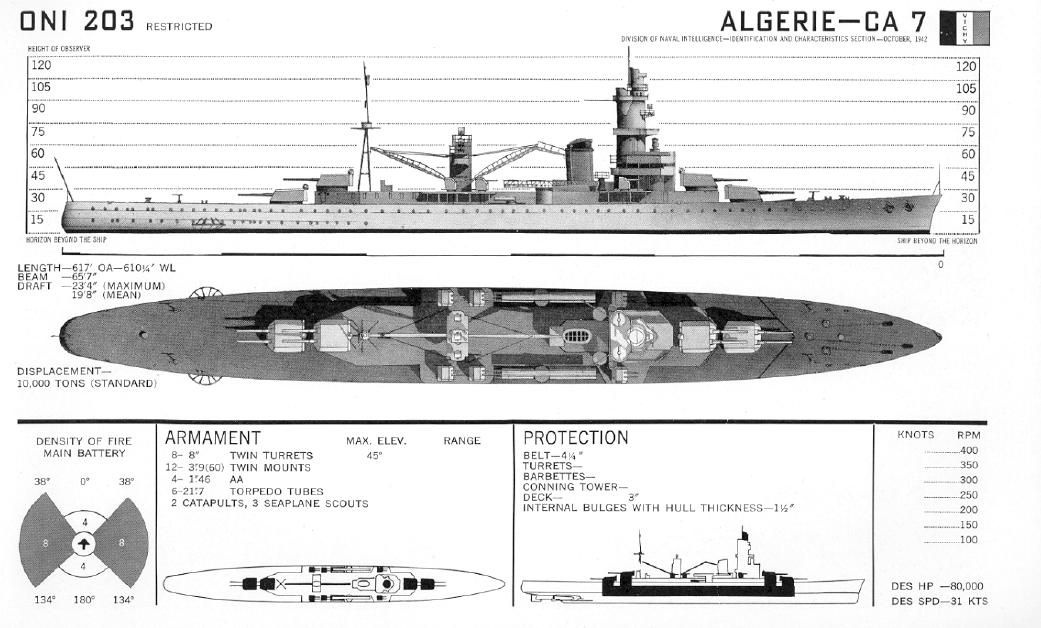
Uproszczony szkic rozpoznawczy "Algerie"

Algérie – francuski krążownik ciężki okresu międzywojennego i II wojny światowej, krążownik traktatowy. Ostatni francuski krążownik ciężki, uważany za jeden z najbardziej udanych okrętów tej klasy na świecie.

## Historia powstania
„Algérie” był ostatnim typem francuskiego ciężkiego krążownika, zbudowanym w ramach programu z 1930 roku. Po słabo opancerzonych krążownikach typów Duquesne i Suffren, nowy okręt był projektowany według zupełnie innej koncepcji. Wpływ na jego projekt wywołała budowa przez Włochy czterech wyjątkowo silnie opancerzonych krążowników ciężkich typu Zara. Francuzom udało się w odpowiedzi skonstruować udany projekt, który mieszcząc się w narzuconych traktatem waszyngtońskim ograniczeniach wyporności 10.000 t, oferował bardzo dobrą ochronę i zbalansowane charakterystyki (włoskie okręty z kolei faktycznie przekraczały ten limit wyporności, o ok. 1500 t). Podobnie jak inne francuskie krążowniki ciężkie, klasyfikowany był we Francji jako „krążownik 1. klasy” (Croiseur de 1ère classe).
Stępkę pod okrętem położono 19 marca 1931 w stoczni Marynarki w Breście (Arsenal de Brest), wodowanie – 21 maja 1932, wejście do służby – 15 września 1934. Zbudowano jednak tylko jeden okręt tego typu, z powodu zawarcia przez Francję i Włochy w 1931 układu rzymskiego o ograniczeniu budowy okrętów. Z kolei w odpowiedzi na charakterystyki „Algérie” Niemcy zaprojektowali serię silnych krążowników ciężkich typu Admiral Hipper. Mimo jednak znacznie zwiększonej wyporności ponad limity traktatowe, nie przewyższały one francuskiego okrętu.

## Opis
W odróżnieniu od wcześniejszych francuskich krążowników ciężkich, „Algérie” miał konstrukcję gładkopokładową, z niewielkim wzniosem pokładu na dziobie i rufie. Charakterystycznym elementem okrętu był rozbudowany wysoki maszt wieżowy na nadbudówce dziobowej, ze stanowiskami kierowania ogniem na szczycie. Dolne piętro nadbudówki rozciągało się przez całe śródokręcie i stały na nim wieża nr 2 na dziobie i wieża nr 3 na rufie. Za nadbudówką dziobową znajdował się pojedynczy lekko pochylony komin, dalej katapulta dla wodnosamolotów i dość charakterystyczna wąska i wysoka nadbudówka stanowiąca podstawę dla  platformy reflektorów i dźwigów dla wodnosamolotów i łodzi okrętowych. Sylwetkę uzupełniał pochylony rufowy maszt trójnożny, pomiędzy platformą reflektorów a wieżami rufowymi (w 1942 na jego miejscu wzniesiono nadbudówkę z platformami działek przeciwlotniczych). Ogólnie sylwetka okrętu była zwarta i harmonijna.

### Uzbrojenie
Uzbrojenie główne było typowe dla krążowników traktatowych, i składało się z 8 dział 203 mm M1931 w czterech wieżach dwudziałowych, rozmieszczonych po dwie na dziobie i rufie, w dwóch poziomach. Działa te były nowego modelu, o dłuższej lufie i lepszych właściwościach balistycznych, niż na wcześniejszych krążownikach („Algérie” był jedynym okrętem w nie uzbrojonym).  
Artyleria przeciwlotnicza średniego kalibru była wyjątkowo silna, w postaci 12 nowych dział kalibru 100 mm, w sześciu podwójnych podstawach z tarczami ochronnymi (dwie po bokach nadbudówki dziobowej i cztery po bokach platformy reflektorów). Lekkie uzbrojenie plot stanowiły początkowo 4 pojedyncze działka półautomatyczne 37 mm, zgrupowane na pokładzie rufowym, zastąpione w 1940 przez 4 podwójne podstawy (8 działek). Uzupełniały je 4 poczwórnie sprzężone podstawy wkm-ów 13,2 mm Hotchkiss (w konfiguracji z lat 1938-1940: jedna na dachu mostka, dwie po bokach nadbudówki dziobowej i jedna na samej rufie). Ogólnie, lekkie uzbrojenie przeciwlotnicze było słabszą stroną okrętu z uwagi na liczbę oraz małą skuteczność półautomatycznych armat 37 mm (szybkostrzelność 30-42 strz./min.). W połowie 1942 wzmocniono to uzbrojenie, instalując platformę na śródokręciu z dwoma podwójnymi podstawami działek 37 mm i dalsze dwie na platformie z przodu masztu wieżowego, oraz montując dalsze wkm-y Hotchkiss.

### Opancerzenie
Pomimo posiadania pancerza mniejszej grubości od włoskich okrętów typu Zara, „Algérie” był jednym z najlepiej opancerzonych przedwojennych krążowników ciężkich. Masa pancerza sięgnęła w nim 2657 t (prawie dwa razy więcej, niż na poprzedzającym typie Suffren). Pancerz był przy tym bardzo dobrze rozplanowany. Główny burtowy pas pancerny, długości 105 m (58% długości kadłuba) miał grubość 110 mm. Wysokość pasa wynosiła na większości długości 3,8-4,5 m. Wewnętrzny pokład pancerny miał grubość 80 mm, a na krańcach i przy burtach - 30 mm. Wieże artylerii głównej miały pancerz: 100 mm z przodu, 70 mm z boków i góry oraz 40 mm z tyłu. Poprzeczne grodzie z przodu i tyłu cytadeli miały grubość 70 mm. Komory amunicyjne były od góry chronione pancerzem 80 mm.
Opancerzenie poziome i pionowe teoretycznie zapewniało całkowitą ochronę kadłuba przeciw niemieckim pociskom kalibru 203 mm na dystansach powyżej 17.700 m (na bliższych mógł zostać przebity pancerz burtowy), podczas gdy pociski „Algerie” mogły przebić pancerz burtowy znacznie większych niemieckich krążowników ciężkich typu Admiral Hipper do odległości 19.500 m, a ich pokład pancerny z odległości powyżej 14.200 m.
Opancerzenie uzupełniał zaawansowany system biernej ochrony przeciw wybuchom podwodnym, wyjątkowy dla okrętów tej klasy, o głębokości (grubości) po 5,1 m od burt do wewnątrz kadłuba. Jego głównym elementem były podłużne grodzie grubości 40 mm, ciągnące się wzdłuż burt od dna do pokładu pancernego. Gródź chroniła siłownię, barbety artylerii i komory amunicyjne. Między grodziami a burtami były zbiorniki paliwa i puste przedziały, stanowiące element ochrony przeciwtorpedowej.  
Jedyną wadą okrętu w porównaniu ze starszymi francuskimi krążownikami były nieco gorsze własności morskie, z powodu mniejszych wymiarów i obniżonych burt w części dziobowej, gdyż w odróżnieniu od nich, „Algérie” miał konstrukcję gładkopokładową. 

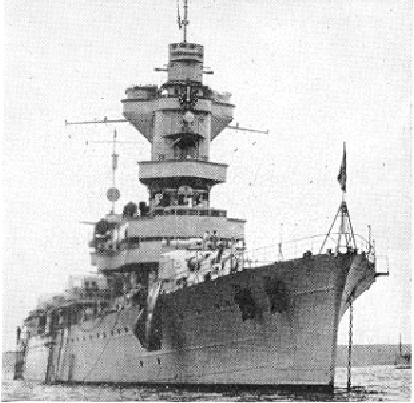
"Algérie"

„Algérie” miał wyposażenie lotnicze w postaci jednej katapulty obrotowej na śródokręciu na lewej burcie i dwóch wodnosamolotów (częste w źródłach są błędne informacje o 2 katapultach, 3 wodnosamolotach lub późniejszym zdjęciu wyposażenia lotniczego). Początkowo były to maszyny Gourdou-Leseurre GL-812, a od 1938 łodzie latające Loire 130.

## Służba
Po wybuchu II wojny światowej, „Algérie” w składzie alianckiego zespołu  X (razem z francuskimi okrętami: pancernikiem „Strasbourg”, krążownikiem ciężkim „Dupleix” oraz brytyjskim lotniskowcem HMS „Hermes”) uczestniczył w bezowocnych poszukiwaniach niemieckiego „pancernika kieszonkowego” „Admiral Graf Spee” na Atlantyku. W marcu 1940 przewiózł do Kanady część rezerw złota Francji (59 ton). Po upadku Francji, „Algérie” znalazł się w składzie sił morskich rządu Vichy. W 1942 przeszedł modernizację, podczas której maszt rufowy zastąpiono nadbudówką i wzmocniono lekkie uzbrojenie przeciwlotnicze. Stacjonując w porcie w Tulonie, „Algérie” został samozatopiony przez załogę podczas próby przejęcia floty francuskiej przez Niemców 27 listopada 1942 (okręt płonął do 29 listopada). 18 marca 1943 wrak został podniesiony przez Włochów i przeznaczony do złomowania.

## Dane techniczne
- wyporność:
  - standardowa: 10.000 t
  - pełna: 13.461 t
- wymiary:
  - długość: 186,2 m
  - szerokość: 20 m
  - zanurzenie: 7,1 m
- napęd: 4 turbiny parowe Rateau-Bretagne o mocy 84.000 KM, 6 kotłów parowych Indret (ciśnienie 27 at), 4 śruby
- prędkość maksymalna: 31 w.
- zasięg: 8700 mil morskich przy prędkości 15 w
- zapas paliwa: 3186 t (maks.)
- załoga: 616 (normalnie) - 729 (jako okręt flagowy)

### Uzbrojenie i wyposażenie
- 8 dział kalibru 203 mm M1931 w dwudziałowych wieżach (po dwie na dziobie i rufie - 4xII)
  - długość lufy: 55 kalibrów (L/55), kąt podniesienia -5°+45°, masa pocisku: 134 kg, prędkość początkowa: 840 m/s, donośność: 31 km, szybkostrzelność 4-5 strz./min.[5]
- 12 dział przeciwlotniczych 100 mm w dwudziałowych półwieżach (po trzy na burtach na śródokręciu - 6xII)
  - długość lufy: L/45, kąt podniesienia -10°+80°, masa pocisku: 13,47 kg (HE)-14,95 kg (SAP), prędkość początkowa: 755 m/s, donośność: 15 800 m, pułap 10 000 m, szybkostrzelność 10 strz./min.[5]
- 4 działka przeciwlotnicze 37 mm (4xI) (od 1940: 8 działek, 4xII)
- 16 wkm plot 13,2 mm Hotchkiss, poczwórnie sprzężone (4xIV)
- 6 wyrzutni torpedowych 550 mm (2xIII, po obu burtach)
- 2 wodnosamoloty, 1 katapulta startowa (Gourdou-Lesseure GL-812, od 1938: Loire 130)[1]

### Opancerzenie
- pas burtowy: 110 mm
- pokład pancerny: 80 mm
- wieże dział artylerii głównej: 100 mm przód, 70 mm boki i dach, 40 mm tył
- stanowisko dowodzenia: 100 mm